# Jörg Schmadtke
Jörg Schmadtke (ur. 16 marca 1964 w Düsseldorfie) – niemiecki piłkarz, trener, działacz piłkarski.

## Życiorys
Schmadtke grał jako bramkarz w Fortunie Düsseldorf (do 1993), SC Freiburg (1993–1997) oraz Bayerze 04 Leverkusen (1997–1998). W 1. Bundeslidze zagrał 266 meczów, a w 2. – 109. We wrześniu 1998 na kilka tygodni został zawodnikiem Borussii Mönchengladbach, po czym był w tym klubie do sierpnia 1999 asystentem Rainera Bonhofa. W styczniu 2001 Schmadtke został trenerem bramkarzy w Fortunie Düsseldorf.
Od 1 grudnia 2001 pracował jako dyrektor sportowy w Alemannia Aachen. Funkcję tę pełnił do 2008 roku. Mimo małego budżetu klub w tym okresie dotarł do finału Pucharu Niemiec (2004), awansował do 1/16 finału Pucharu UEFA (2004/2005) i grał w 1. Bundeslidze (2006/2007). Schmadtke w 2007 roku był również tymczasowym trenerem Alemannii.
Od lipca 2009 jest dyrektorem sportowym Hannoveru 96.

## Sukcesy
- 3. miejsce w 1. Bundeslidze (1994/1995, SC Freiburg)
- 3. miejsce w 1. Bundeslidze (1997/1998, Bayer 04 Leverkusen)